# Geroldsgrün
Geroldsgrün er en kommune i Landkreis Hof i den nordøstlige del af den bayerske regierungsbezirk Oberfranken i det sydlige Tyskland, og ligger i Frankenwald.

## Geografi
Geroldsgrün ligger i destlige del af Landkreis Hof ved grænsen til Landkreis Kronach i Frankenwald, der er et skovklædt Mittelgebirgeområde. Vandskellet mellem Rhinen og Elben går gennem de østlige højdedrag.

### Inddeling
Ud over Geroldsgrün ligger i kommunen disse landsbyer og bebyggelser
| - Dürrenwaid - Dürrenwaiderhammer - Langenbachtal - Langenau - Langenbach - Lotharheil - Mühlleiten | - Geroldsreuth - Großenreuth - Hermesgrün - Hertwegsgrün - Hirschberglein - Silberstein - Steinbach - Untersteinbach |